# Aloe berevoana
Aloe berevoana är en grästrädsväxtart som beskrevs av John Jacob Lavranos. Aloe berevoana ingår i släktet Aloe och familjen grästrädsväxter. Inga underarter finns listade i Catalogue of Life.